# Collège Béliveau
 (décembre 2023).
Le Collège Béliveau est une école secondaire d'immersion francophone destinée aux élèves de la 7e à la 12e année. Sa mission consiste à former de brillants citoyens bilingues et responsables.
En 1982, le Collège a la particularité d'être devenu la première école secondaire d'immersion en français dans l'Ouest canadien. Avant cette date, les cours étaient donnés uniquement en anglais.
L'établissement accueille les élèves provenant de 5 écoles élémentaires : l'école Guyot, l'école Henri-Bergeron, l'école Howden, l'école Van Belleghem et l'école Provencher.